# Samsung Galaxy S
Samsung GT-I9000 Galaxy S – smartfon firmy Samsung, który został wprowadzony na rynek w marcu 2010 roku. Telefon ten cechuje się procesorem o taktowaniu 1 GHz, wydajnym układem graficznym (PowerVR SGX-540 o wydajności do 90 000 000 trójkątów na sekundę), a także ogromnymi możliwościami modyfikacji oprogramowania.
Przez siedem miesięcy sprzedano ponad 10 milionów egzemplarzy tego telefonu, a do lipca 2011 Galaxy S znalazł się w rękach 14 milionów klientów na świecie i 110 tysięcy w Polsce

## Podzespoły

### Procesor
Galaxy S jest wyposażony w procesor typu ARM Cortex A8 o taktowaniu 1 GHz, wykonany w technologii 45 nm. CPU typu S5PC110 (nazwa kodowa „Exynos 3110”) został opracowany wspólnie przez firmy Samsung i Intrinsity. Zintegrowany układ graficzny to PowerVR w wydajnej wersji SGX-540, obsługujący OpenGL ES 1.1/2.0, będący w stanie osiągnąć prędkość do 90 milionów trójkątów na sekundę.

### Pamięć
Telefon posiada 512 MB pamięci RAM (Mobile DDR) oraz 8 lub 16 GB pamięci użytkowej, którą można rozszerzyć do 32 GB przy pomocy karty microSD (telefon posiada czytnik takich kart, znajduje się on pod tylną pokrywą obudowy).

### Wyświetlacz
Galaxy S wyposażony jest w 4,0-calowy (100 mm) ekran dotykowy (pojemnościowy) multi-touch Super AMOLED o rozdzielczości WVGA (480x800), jest pokryty szkłem hartowanym (Gorilla Glass). Wyświetlacz wykonany jest w technologii PenTile RGBG, powoduje to mniejszą liczbę sub-pikseli, jednak liczba pikseli pozostaje bez zmian (w technologii tej piksel posiada informację o dwóch składowych spośród trzech w RGB, więc do odwzorowania pełnej palety kolorów piksele „współpracują”).

### Komunikacja
Telefon dysponuje modułami Wi-Fi b/g/n oraz Bluetooth 3.0. Posiada funkcję udostępniania połączenia z internetem przez Wi-Fi, Bluetooth oraz USB. Urządzenie można podłączyć do komputera PC za pomocą kabla USB (USB–microUSB), przez port microUSB odbywa się też ładowanie.

### Aparat fotograficzny
Galaxy S posiada dwa aparaty fotograficzne (z funkcją kamery wideo). Przedni, umieszczony nad wyświetlaczem, wykonuje zdjęcia z rozdzielczością VGA. Drugi (główny), umieszczony z tyłu telefonu, posiada rozdzielczość 5 MP, a także umożliwia nagrywanie filmów wideo o rozdzielczości HD (1280x720) z szybkością 30 fps. Telefon nie posiada lampy błyskowej.

### GPS i kompas
Smartfon wyposażony jest w odbiornik GPS oraz kompas.

### Inne czujniki
Galaxy S posiada też trzyosiowy akcelerometr (w wariancie dostępnym w Polsce) lub żyroskop oraz czujnik światła.

## Oprogramowanie
Smartfon pracuje pod kontrolą systemu operacyjnego Android firmy Google w wersji od 2.1 do 2.3.6 (w wybranych krajach). Galaxy S na skutek niechęci producenta i upływu czasu nie otrzymał aktualizacji systemu Android do najnowszej wersji 4.1 Jelly Bean ani poprzedniej wersji 4.0 Ice Cream Sandwich. Oficjalnym powodem zaprzestania aktualizacji przez Samsunga jest zbyt mała ilość pamięci RAM, przez co nowsza wersja systemu oraz nakładka na interfejs mogłaby powodować spowolnienie telefonu. Samsung brał pod uwagę wydanie systemu o zmniejszonej liczbie funkcji i zubożonej nakładce, ostatecznie wydał aktualizację o nazwie „Value Pack”, która wprowadziła niektóre funkcje z androida 4.0 do androida 2.3.6 oraz dodała kilka nowych funkcji, m.in. robienie zdjęć w pełnej rozdzielczości podczas kręcenia filmu. Istnieje możliwość zainstalowania systemu w najnowszej wersji, skompilowanej przez społeczność androida z oficjalnych źródeł udostępnionych przez Google w ramach projektu Android Open Source Project.
Smartfon odtwarza wiele popularnych formatów plików multimedialnych: audio (FLAC, WAV, Vorbis, MP3, AAC, AAC +, eAAC +, WMA, AMR-NB, AMR-WB, MID, AC3, XMF) oraz video (MPEG4, H.264, H.263, kodek Sorenson, DivX HD / XviD, VC-1). Obsługuje formaty wideo 3GP (MPEG-4), WMV, AVI (DivX), MKV, FLV. Telefon posiada gniazdo słuchawkowe minijack.

## Obudowa
Całą przednią część telefonu (w tym ekran) pokrywa wzmocnione szkło Gorilla Glass. Pod nią znajdują się dwa dotykowe przyciski i jeden fizyczny oraz duży wyświetlacz. Pod szkłem znajduje się także logo producenta. Tylna część obudowy i9000 Galaxy S wykonana jest z plastiku.
Na górnej krawędzi telefonu znajduje się gniazdo słuchawkowe 3,5 mm oraz złącze USB w standardzie Micro-B, umieszczone pod przesuwną klapką. Po lewej stronie Galaxy S posiada klawisz głośności, a na przeciwległej krawędzi znajduje się przycisk włącz/wyłącz (oraz blokady ekranu). W górnej części tylnej klapki telefonu znajdują się dwa podłużne otwory na głośnik (do muzyki, filmów itp.), a na tej samej wysokości, tyle że w lewym rogu tylnej części telefonu, znajduje się obiektyw aparatu głównego.

## Krytyka
Zastosowano system plików RFS, w efekcie czego występują tzw. lagi, czyli czas oczekiwania na dostęp do danych na telefonie jest zauważalnie dłuższy, niż gdyby zastosowano system plików EXT4. Główną wadą systemu plików RFS jest wolniejszy zapis danych w porównaniu do EXT4, jednak RFS zapewnia większe bezpieczeństwo modyfikowanych plików podczas niekontrolowanego wyłączenia telefonu, np. upadku, a także jest bardziej stabilny.

## Inne wersje

### Samsung SPH-D700 Epic 4G[9].
Samsung Epic 4G to amerykańska wersja Galaxy S z wysuwaną klawiaturą QWERTY. 4G oparty jest na systemie Android 2.1 Eclair. Wyposażony jest w 4" ekran SuperAMOLED, 512 MB RAM i 16 GB ROM. Procesor Epic 4G to Samsung Hummingbird o taktowaniu 1 GHz. SPH-D700 dostępny jest w sieci Sprint.

### Samsung i9003 Galaxy S SCL[10]
Galaxy SL i9003 to Galaxy S z drobnymi zmianami. Posiada 4" ekran Super Clear LCD zamiast SuperAMOLEDa, jedynie 4GB wbudowanej pamięci i pojemniejszą baterię 1650 mAh zamiast 1500. Procesor zmieniono na TI OMAP3630 taktowany 1 GHz. Poza tym nieznacznie różni się design tylnej klapki i ramki wokół wyświetlacza.

### Samsung i9001 Galaxy S Plus[11]
i9001 to nowa odmiana Galaxy S. Od pierwowzoru, Galaxy S Plus różni się procesorem – w nowym modelu jest to Qualcomm Snapdragon MSM8255T o taktowaniu 1,4 GHz, grafiką – SGX540 zastępuje GPU Adreno 205. Galaxy S Plus posiada pojemniejszą baterię – tutaj jest to 1650 mAh (1500 mAh w oryginalnym wariancie). Pamięć wewnętrzna wynosi w zależności od rynku 8 GB lub 16 GB. Telefon pracuje pod kontrolą systemu Android w wersji 2.3 Gingerbread z nakładką TouchWiz 3.0 (Najnowsza aktualizacja wprowadza TouchWiz 4.0). Ponadto zwiększono prędkość pobierania danych dzięki łączności HSPA do 14,4 Mb/s oraz zmieniono system plików z RFS na ext4 w efekcie czego przestały występować opóźnienia. Producent podaje, że dodał również metalowe wykończenie. Reszta parametrów (w tym 4.0" ekran Super AMOLED) pozostała bez zmian.

### Samsung i9010 Galaxy S Giorgio Armani
Telefon wyglądający zupełnie inaczej niż pierwowzór. Wyglądem przypomina amerykańską wersję Galaxy S – model i897 Captivate, dostępny w sieci AT&T. I9010 posiada 4.0" ekran typu Super AMOLED i procesor 1 GHz. Specyfikacja nie odbiega od tej, którą prezentuje i9000 Galaxy S.

### Samsung i9020 Nexus S
Telefon bliźniaczy do Galaxy S. Posiada taki sam ekran – 4.0" Super AMOLED 480×800 pikseli, procesor – Samsung Hummingbird 1 GHz, WiFi i Bluetooth. Różnicą jest wbudowany NFC, system Android 4.1.2 Jelly Bean oraz brak możliwości nagrywania w 720p.

### Samsung i9070 Galaxy S Advance
Wersja z dwurdzeniowym procesorem 1 GHz, 4" wygiętym ekranem Super AMOLED, aparatem 5 Mpix, baterią 1500 mAh i Androidem 2.3.6 Gingerbread z możliwością aktualizacji do Androida 4.1.2 Jelly Bean.

### Amerykańskie wersje
Samsung, podobnie jak LG Electronics, produkuje różne modele jednego telefonu dla różnych sieci telefonicznych. Galaxy S występuje w USA w wersjach:
- i897 Captivate (sieć AT&T)
- SPH-D700 Epic 4G (sieć Sprint)
- T959 Vibrant (sieć T-Mobile)
- SCH-I500 Fascinate (sieć Verizon)